# Асоцијација за прогресивне комуникације
Асоцијација за прогресивне комуникације (енгл. Association for Progressive Communications), позната по свом акрониму АПЦ (од енгл. APC), је онлајн мрежа која је настала 1990. године. Чланови АПЦ-а у сарадњи са партнерским организацијама из Европе, Азије, Јужне Америке и Африке су први пут донели повељу 2001—2002. године. У повељи се противе контроли интернет садржаја, критикама и цензурама, и залажу за јавну доступност научних и истраживачких радова који су финансирани јавним средствима. АПЦ-ова повеља о интернет правима се састоји из 7 тема.